# بيروكسيد الصوديوم
بيروكسيد الصوديوم أو فوق أكسيد الصوديوم هو مركب كيميائي له الصيغة Na2O2، وهو ذو لون أصفر شاحب، ويمتاز بأنه شره للرطوبة (hygroscopic) حيث يمتص الرطوبة من الهواء مشكلاً الهدرات البيضاء Na2O2.8H2O.
عندما يضاف إلى الماء فإنه يشكل هيدروكسيد الصوديوم والأكسجين.

## التحضير
يحضر هذا المركب بحرق الصوديوم بكمية زائدة من الأكسجين
الناتج له درجة نقاوة مقدارها 96%.

## السلامة
يجب أخذ الحذر عند التعامل مع هذا المركب حيث أم حرارة إماهة الخاصة به كافية لتسبب الاشتعال.
يتفاعل بشكل عنيف مع كل من الإيثر، الغليسيرين، وحمض الخل الثلجي

## الاستخدامات
- الاستخدام الرئيسي له كمادة مؤكسدة قوية.
- يستخدم لتبييض الصوف والحرير والقطن.
- يستخدم لإعادة توليد الهواء في الأماكن المغلقة، حيث يتفاعل بيروكسيد الصوديوم مع كل من أول أكسيد الكربون وثاني أكسيد الكربون ليحرر الأكسجين بالإضافة إلى كربونات الصوديوم.

Na2O2 + CO → Na2CO3
Na2O2 + CO2 → Na2CO3 + 1/2O2